# Bethelkerk (Urk)
De Bethelkerk is met 1.052 zitplaatsen lange tijd het grootste kerkgebouw op Urk geweest. Het kerkgebouw is in gebruik door de plaatselijke Gereformeerde Kerk.
De naam van de kerk verwijst naar de Bijbelse plaats Bethel.

## Geschiedenis
Het eerste kerkgebouw op deze plaats dateert van 1851. Het was een klein gebouw op de plaats, waar nu in de Bethelkerk het trouwhek en de ouderlingen- en diakenbanken zijn. In 1867 werd het kerkje vergroot. In 1885 werd het oudste gedeelte van 1851 afgebroken en vervangen door de “grote bak”, die er nu nog staat. Het gedeelte van 1867 bleef gespaard en is nog steeds in gebruik als consistorie en vergaderruimten. Oorspronkelijk werd de kerk nog geen “Bethelkerk” genoemd. In het begin sprak men over “de kark” en later “de geriffermaarde kark”. Als de Gereformeerde Kerk in 1947 het gebouw van Patrimonium koopt, en dit gebouw de naam “Noorderkerk” krijgt, wordt de Bethelkerk “Zuiderkerk” genoemd. Met de bouw van de Petrakerk midden jaren vijftig krijgt de Bethelkerk haar huidige naam. De Bethelkerk is in 1951 en 1981 gerestaureerd.

## Orgel
Het orgel dateert van 1792 en is oorspronkelijk gebouwd door Abraham Meere voor de Rooms-Katholieke schuilkerk in IJsselstein. In 1910 is het orgel in de Bethelkerk geplaatst door de firma Mart. Vermeulen te Woerden. Het orgel werd hierbij uitgebreid met een bovenwerk en vrij pedaal. Restauraties volgden in 1952, 1969, 1987 en 2013. Het orgel telt nu 35 stemmen.

## Toren
In 1870 bouwde architect A.F. van Wijngaarden uit Medemblik het eerste torentje. In 1910 werd dit vervangen door de huidige toren, die in 2000 is gerestaureerd. Hierbij heeft de toren ook weer galmgaten gekregen.

## Klok
In het torentje van 1870 werd een scheepsbel gehangen met gering vermogen. Op zondag 2 oktober 1870 werd het klokje voor het eerst geluid. Dit klokje, dat tot 1981 op de zolder van de Bethelkerk stond, heeft een plaats gekregen in het museum. Toen in 1910 een nieuwe en hogere toren werd gebouwd, werd ook een zwaardere klok gekocht. Er stond op: “Gegoten door Gebr. Van Bergen, Midwolde. Ps. 48:10. O God, wij gedenken Uwe weldadigheid in het midden Uws tempels. 1816-1911”. Deze klok werd in 1943 door de Duitse bezetters gevorderd. In 1947 werd er een nieuw klok gegoten bij Petit en Fritsen te Aarle-Rixtel. Op deze klok kwam de volgende tekst te staan: “De oude ontnam ons de Duitse tyran A.D. 1943. Deze werd verkregen onder Godes zegen A.D. 1947. O God! Wij gedenken Uwer weldadigheid in het midden Uws tempels”. Toen deze klok uiteindelijk te zwaar bleek voor de toren is deze in 1955 overgebracht naar de toren van de Petrakerk. Gedurende enige tijd werd het gemis van een klok ondervangen door een geluidsinstallatie in de toren. Pas in 1982 kreeg de Bethelkerk weer een nieuwe en tevens zijn huidige klok. Deze bronzen klok weegt 563 kilogram en is gegoten bij de Kon. Klokkengieterij Petit en Fritsen te Aarle-Rixtel. Als randschrift is rond de klok aangebracht het nodigende bijbelwoord: “Kom! En die dorst heeft, kome; en die wil, neme het water des levens om niet” (Openbaring 22:17). En dan zijn er verder nog twee inscripties. Aan de ene kant een tekst van Frans de Jong: “Deze klok, die hem hoort, roept ons toe: komt rond Gods Woord. Dat Woord wil richting geven naar het eeuwig Zalig leven”. Aan de andere kant staat een opschrift van Ede Bakker-Romkes: “Van deze klok komt het geluid: komt allen naar het bedehuis”.

## Gevelstenen
Drie gevelstenen vertellen iets over de bouwgeschiedenis van de kerk. In de oostmuur bevindt zich een steen uit 1867. In de noordmuur twee stenen uit 1885, waarvan er één herinnert aan het gebouw van 1851.

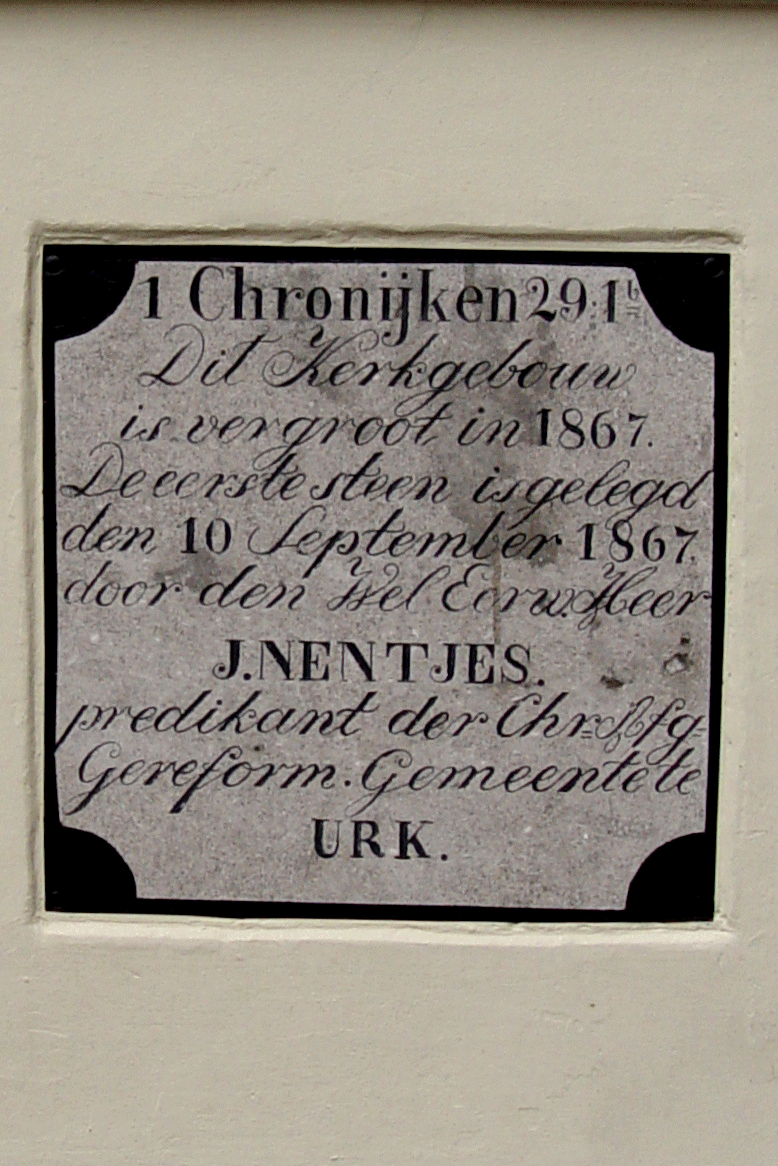
Oostmuur 1867
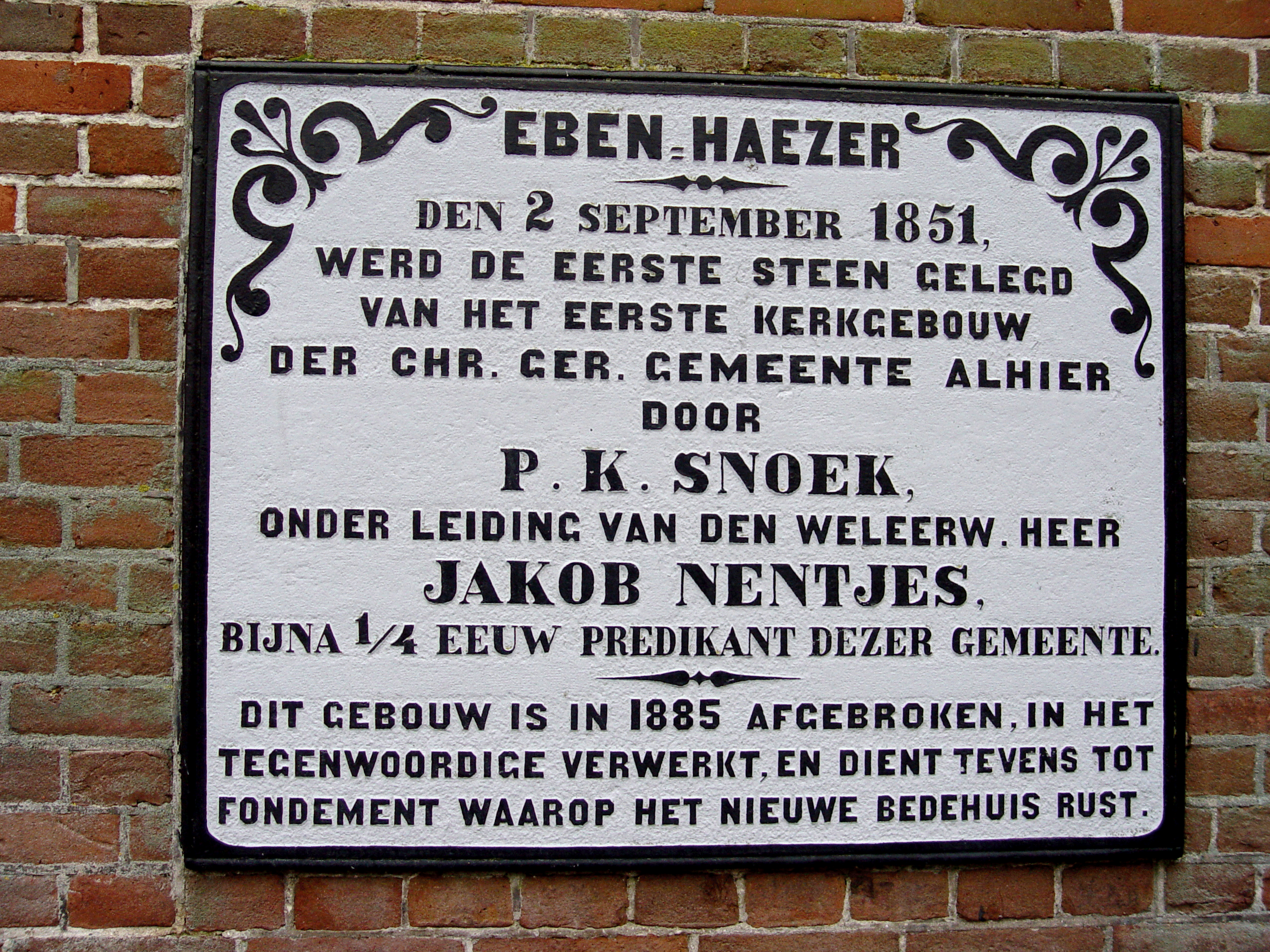
Noordmuur 1851
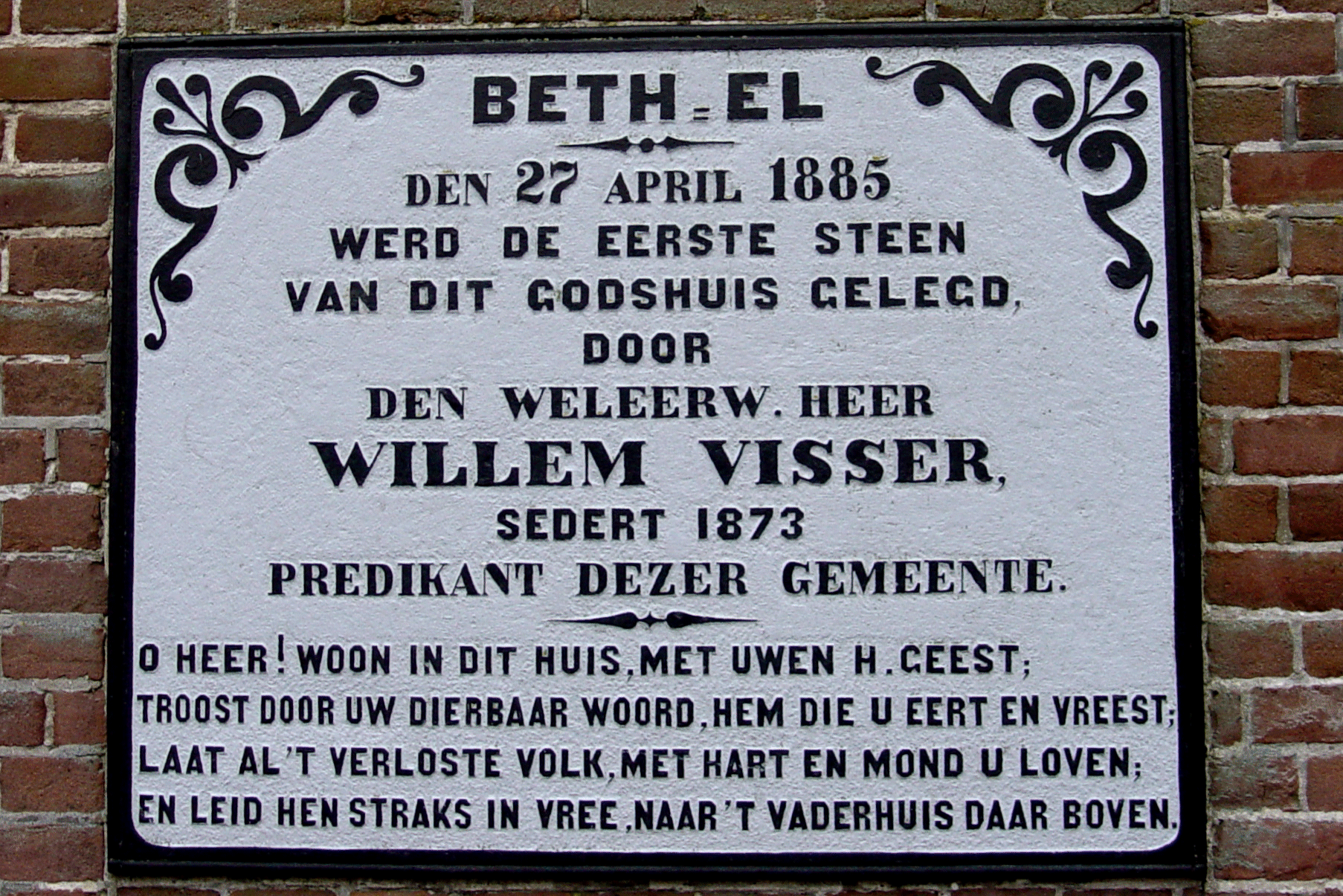
Noordmuur 1885

## Inventaris

### Kanselbijbel
De kanselbijbel is een geschenk van ds. J. Nentjes en is op 21 oktober 1872 op de kansel gelegd.

### Doopvont
Bij testamentaire beschikking vermaakte de heer L. Metz uit Kampen een legaat van 500 gulden aan de Gereformeerde Kerk te Urk. In overleg met de familie Metz heeft de kerkenraad er in 1928 een zilveren doopvont van aangeschaft. Schaal en deksel van keurig gedreven zilver zijn geplaatst op een met snijwerk voorzien eikenhouten voetstuk. Op de avond van zondag 30 december 1928 heeft professor Hoekstra uit Kampen het nieuwe doopvont bij de doopsbediening ingewijd. Het oude kleine doopvont van koper, dat aan de preekstoel was bevestigd, en de bijbehorende koperen kan, bevinden zich nu in het museum.

### Kroonluchters
In de Bethelkerk hangen sinds 1951 vier kroonluchters. Het geld hiervoor is door middel van een bazar bijeengebracht.

### Botter
In de Bethelkerk hangt het model van een vissersschip. Het is een hangend spantmodel Noordzeeschokker, draagt als nummer UK 34 en werd gebouwd in 1860 door Jelle Loosman. Hij schonk het aan de kerk ter gelegenheid van zijn openbare belijdenis.

## Het ronde raam in de noordmuur

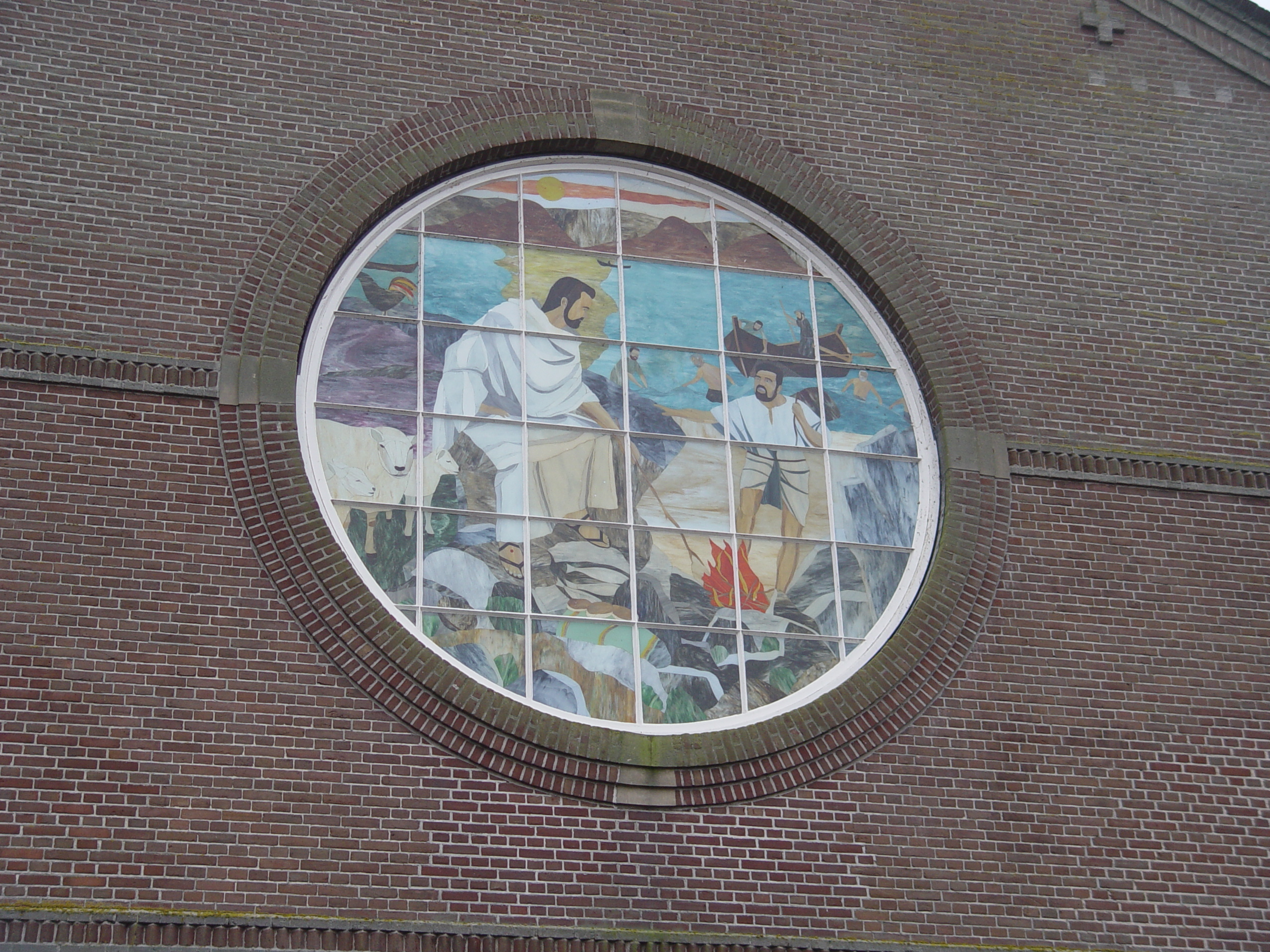
Glas-in-loodraam gemaakt door Geert Weerstand

Tijdens de restauratie van 1951 zijn de drie boogramen in de noordmuur vervangen door een groot glas-in-loodraam. Dit raam bevatte zes symbolen: bijbel en kruis, een brandend hart, een anker, een toren, een blaasinstrument (een soort hoorn) en een snaarinstrument (harp). In 2005 is dit raam vanwege de slechte staat vervangen door een raam dat gemaakt is door Geert Weerstand uit Urk. Het stelt Jezus voor, die na Zijn opstanding zit bij het meer, terwijl Petrus naar hem toeloopt.